# Фролковичи
Фролковичи (бел. Фролкавічы) — деревня в Бешенковичском районе Витебской области Беларуси. Входит в состав Улльского сельсовета.

## География
Деревня находится в центральной части Витебской области, на берегах реки Уллы, при автодорогах Р-113 и Р-114, на расстоянии приблизительно 21 километра (по прямой) к северо-западу от городского посёлка Бешенковичи, административного центра района. Абсолютная высота — 134 метра над уровнем моря. Площадь населённого пункта — 0,7462 км².

## История
По состоянию на 1906 год, в деревне насчитывалось 8 дворов и проживало 67 человек (32 мужчины и 35 женщин). В административном отношении входила в состав Фролковского сельского общества Улльской волости Лепельского уезда Витебской губернии.
В 1954—1957 годах являлась центром Фролковичского сельсовета. До 17 июля 1964 года входила в состав Сокоровского сельсовета.

## Население
По данным переписи 2019 года, в деревне проживало 78 человек.
| Год  | Население, человек |
| ---- | ------------------ |
| 1906 | 67                 |
| 2009 | ↗ 138              |
| 2019 | ↘ 78               |